# Andrzej Czajowski
Andrzej Czajowski – polski politolog, dr hab. nauk humanistycznych, profesor nadzwyczajny Instytutu Politologii Wydziału Nauk Społecznych Uniwersytetu Wrocławskiego i Zakładu Systemów Politycznych i Komunikacji Społecznej Wydziału Politologii Państwowej Wyższej Szkoły Zawodowej im. Witelona w Legnicy.

## Życiorys
W 1972 ukończył studia prawnicze na Uniwersytecie Wrocławskim, 9 czerwca 1983 obronił pracę doktorską Zakładowa organizacja partyjna w systemie politycznym przedsiębiorstwa, 22 marca 2002 habilitował się na podstawie dorobku naukowego i pracy zatytułowanej Demokratyzacja Rosji w latach 1987–1999. 9 lutego 2017 nadano mu tytuł profesora w zakresie nauk społecznych.
Objął funkcję profesora nadzwyczajnego w Zakładzie Systemów Politycznych i Komunikacji Społecznej na Wydziale Politologii w Państwowej Wyższej Szkole Zawodowej im. Witelona w Legnicy, a także w Instytucie Politologii  na Wydziale Nauk Społecznych Uniwersytetu Wrocławskiego.
Był dziekanem Wydziału Nauk Społecznych Uniwersytetu Wrocławskiego, oraz członkiem Komitetu Nauk Politycznych na I Wydziale Nauk Humanistycznych i Społecznych Polskiej Akademii Nauk.